# Мыльница

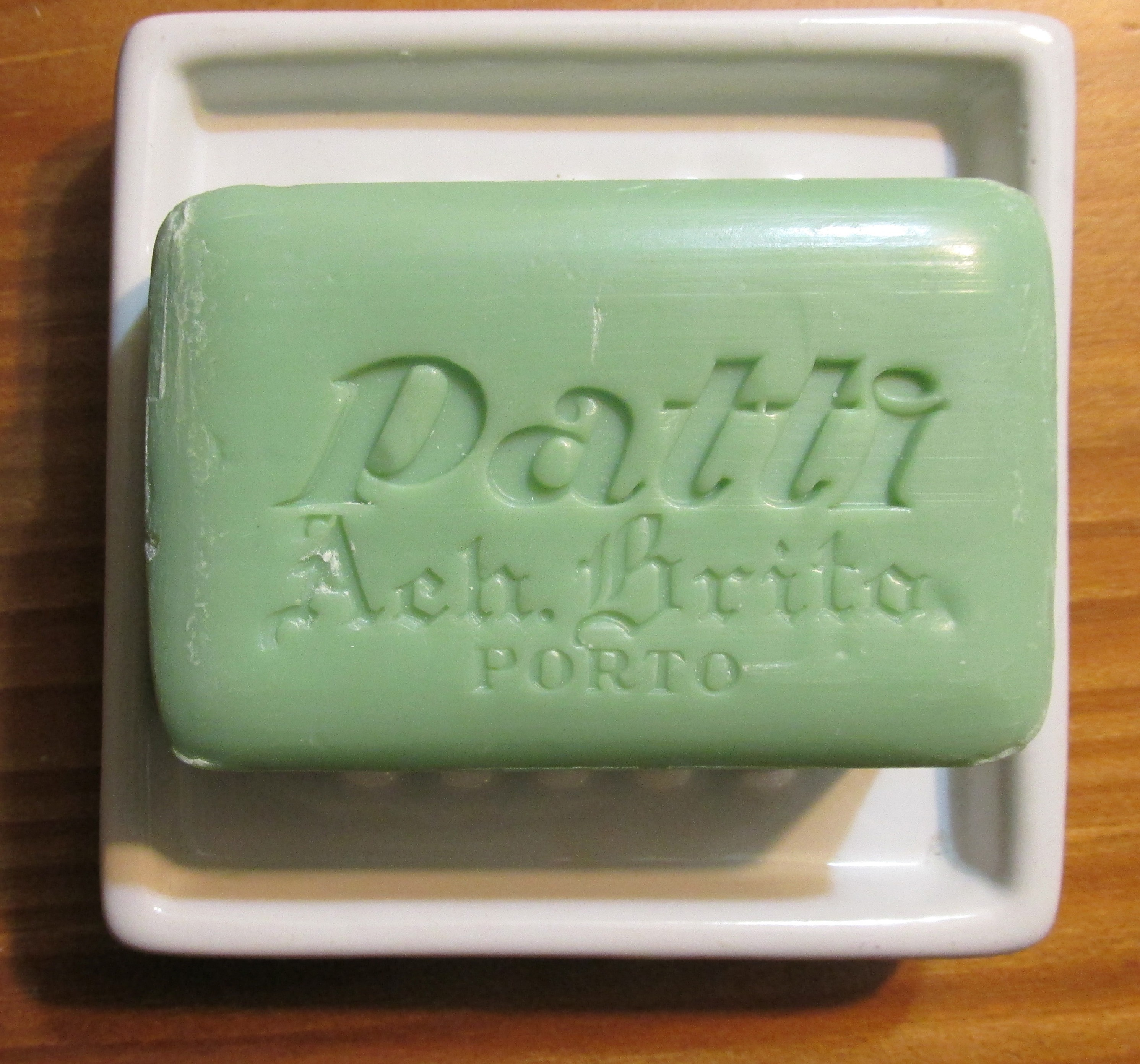
Мыльница-лоток с ребристым дном

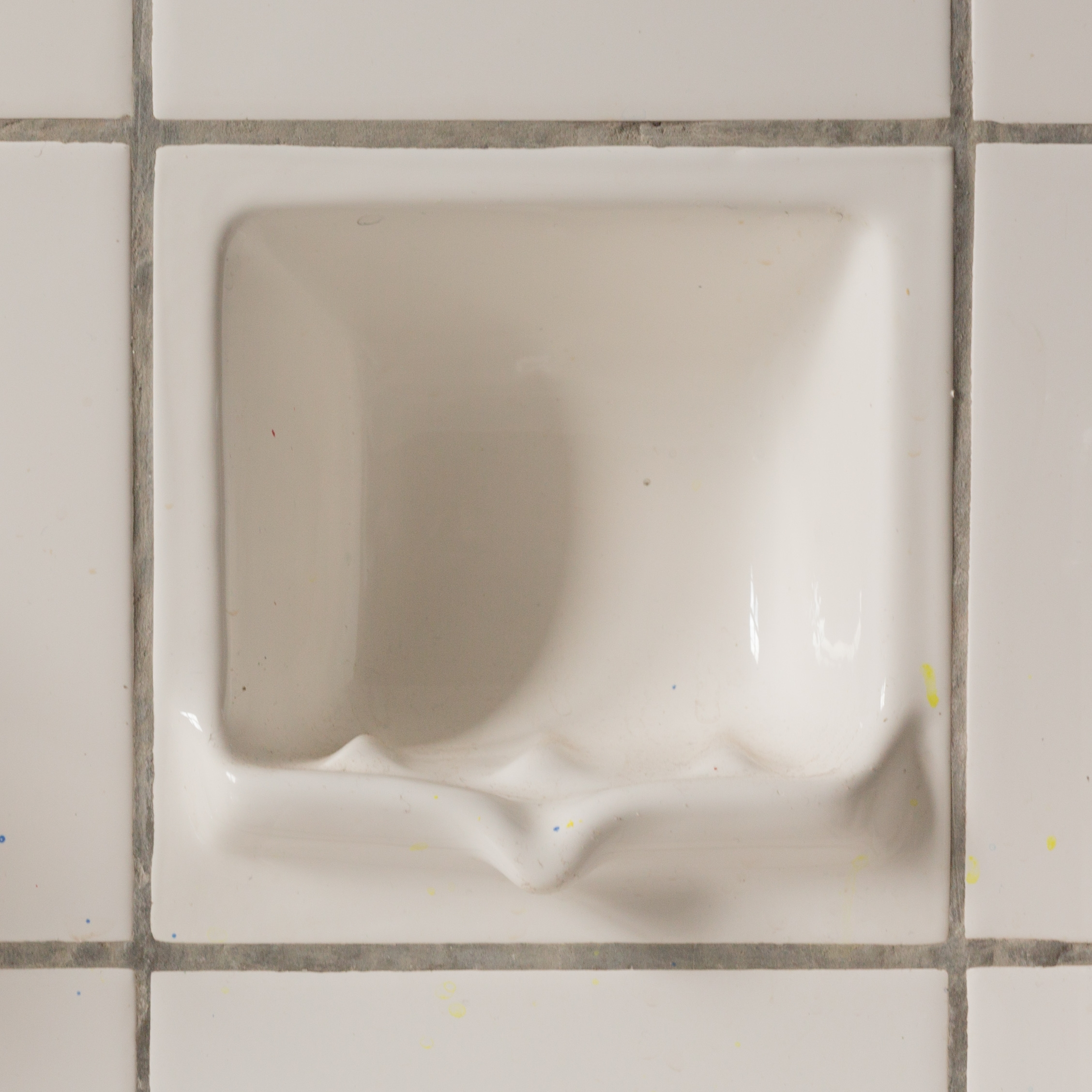
Настенная мыльница

Мы́льница — ёмкость для хранения брускового мыла. Сосуд для хранения жидкого мыла называется дозатором. По конструкции мыльницы классифицируются на лотковые с решёткой или без неё, дорожные коробчатые и ванные навесные.
Лотковые мыльницы обычно имеют прямоугольную или овальную форму и выпускаются из стали, целлулоида и пластика. Настенные мыльницы-лотки выпускаются с бортиком и соответствующим креплением к стене. Дорожные мыльницы выпускаются из целлулоида, полистирола, алюминия или стали и представляют собой прямоугольную, круглую или овальную коробочку с ребристым дном и съёмной крышкой. За сходство по форме именно с дорожными мыльницами так стали называть компактные фотокамеры. Навесные мыльницы часто изготавливают из металлической проволоки с дужкой для навешивания на борт ванны или кольцом для крепления к стене. Для отделки их никелируют, хромируют, оцинковывают и красят, а для предохранения эмали на ванне покрывают резиной методом гуммирования. Иногда они также имеют съёмный поддон для стекающей с мыла воды. Навесные мыльницы могут быть также многогнёздными для размещения ещё и губки. Мыльницы для бритья клинковыми парикмахерскими бритвами имеют круглую форму с вогнутым дном и выпускаются из резины.